# サウンドエッグノッグ
有限会社サウンドエッグノッグ (sound eggnog) は、テレビ番組のバラエティ・ドラマの音響効果・選曲を行う日本の制作プロダクションである。

## 所属スタッフ
- 白根沢修（スポット→Vamp→）
- 梅津承子（Vamp→）
- 柳澤三重子（メディアハウス（現：オグズライン）→）
- 田村彩

## 元所属スタッフ
- 岩下康洋（メディアハウス（現：オグズライン）→当社→現：pinpoon創立者）
- 保苅智子（4-Legs→イメージファクトリィ→Vamp→当社→bulbulbird)